# Teatr Narodowy w Budapeszcie

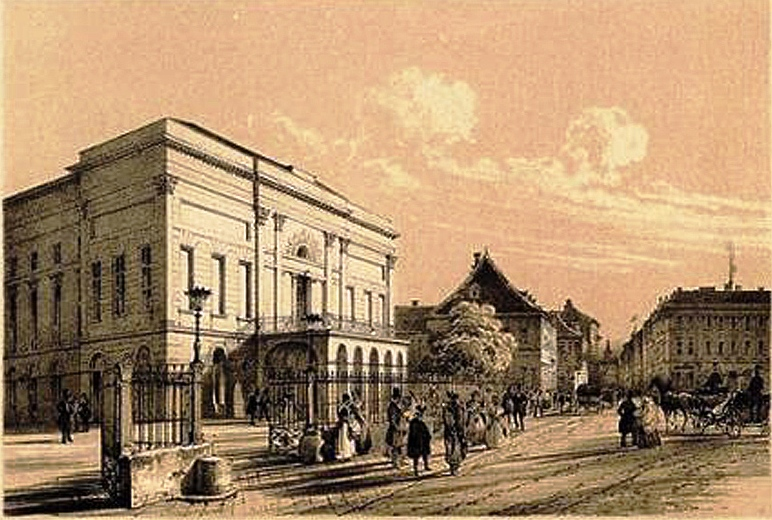
Teatr Węgierski 1837

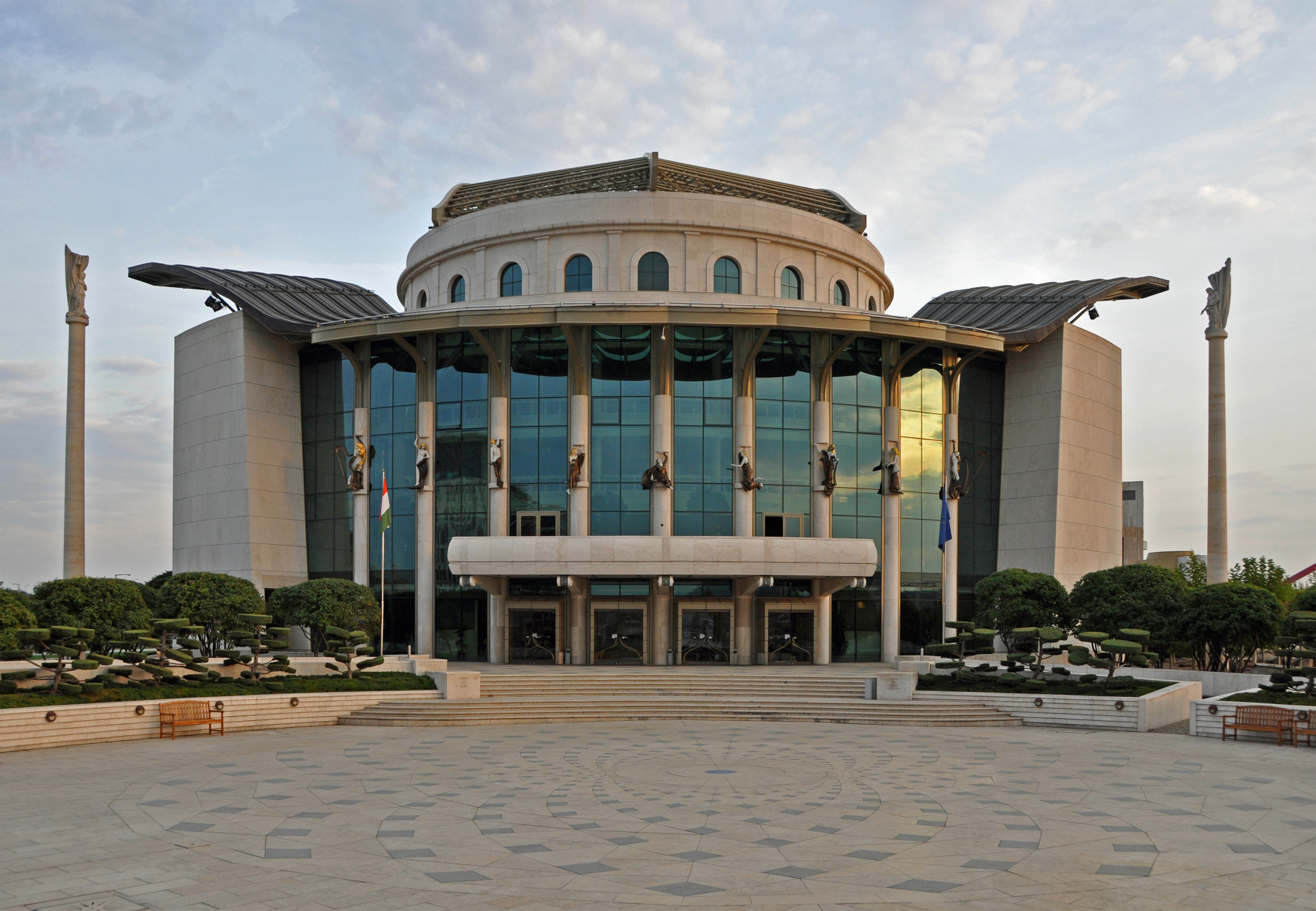
Teatr Narodowy

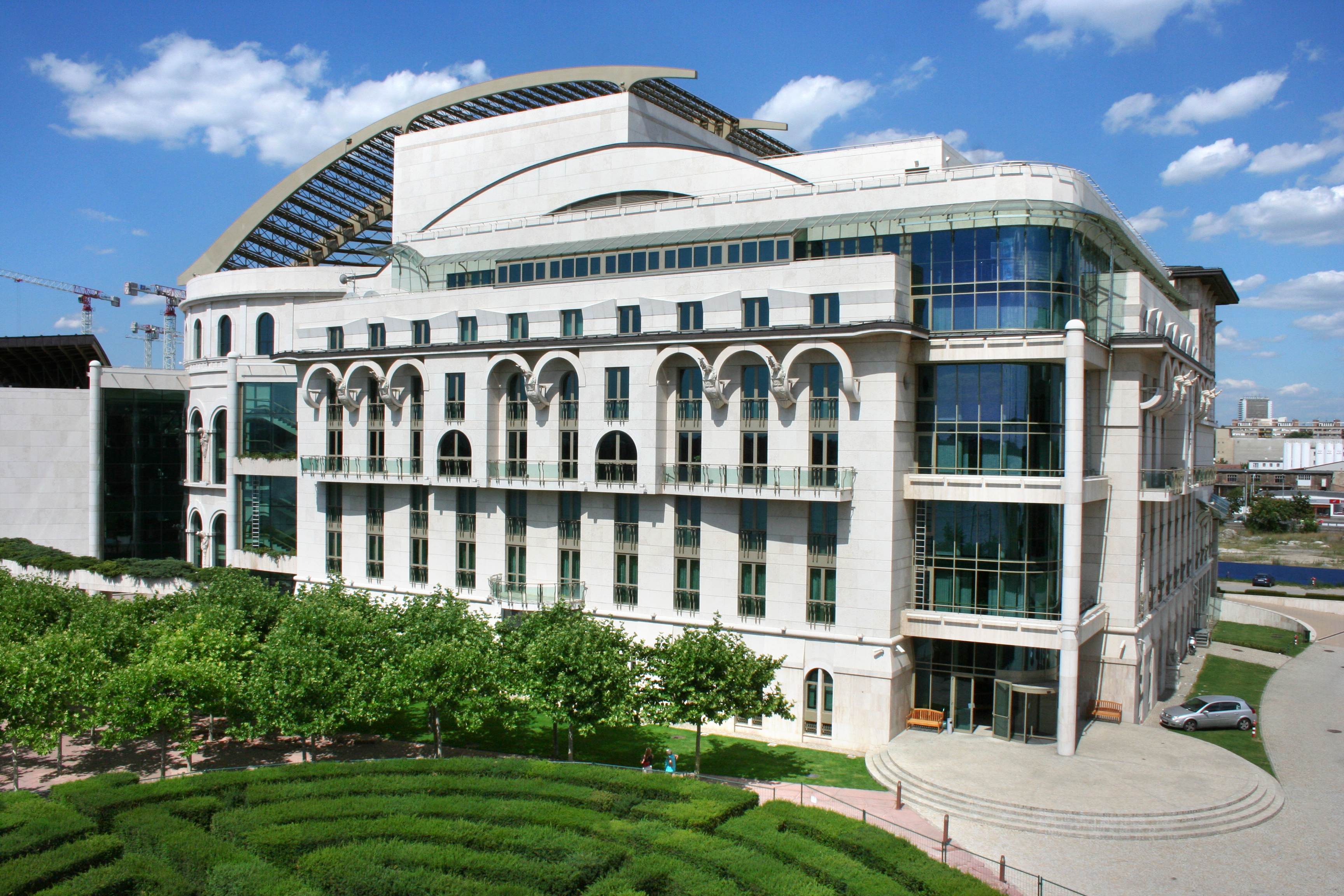
Teatr Narodowy

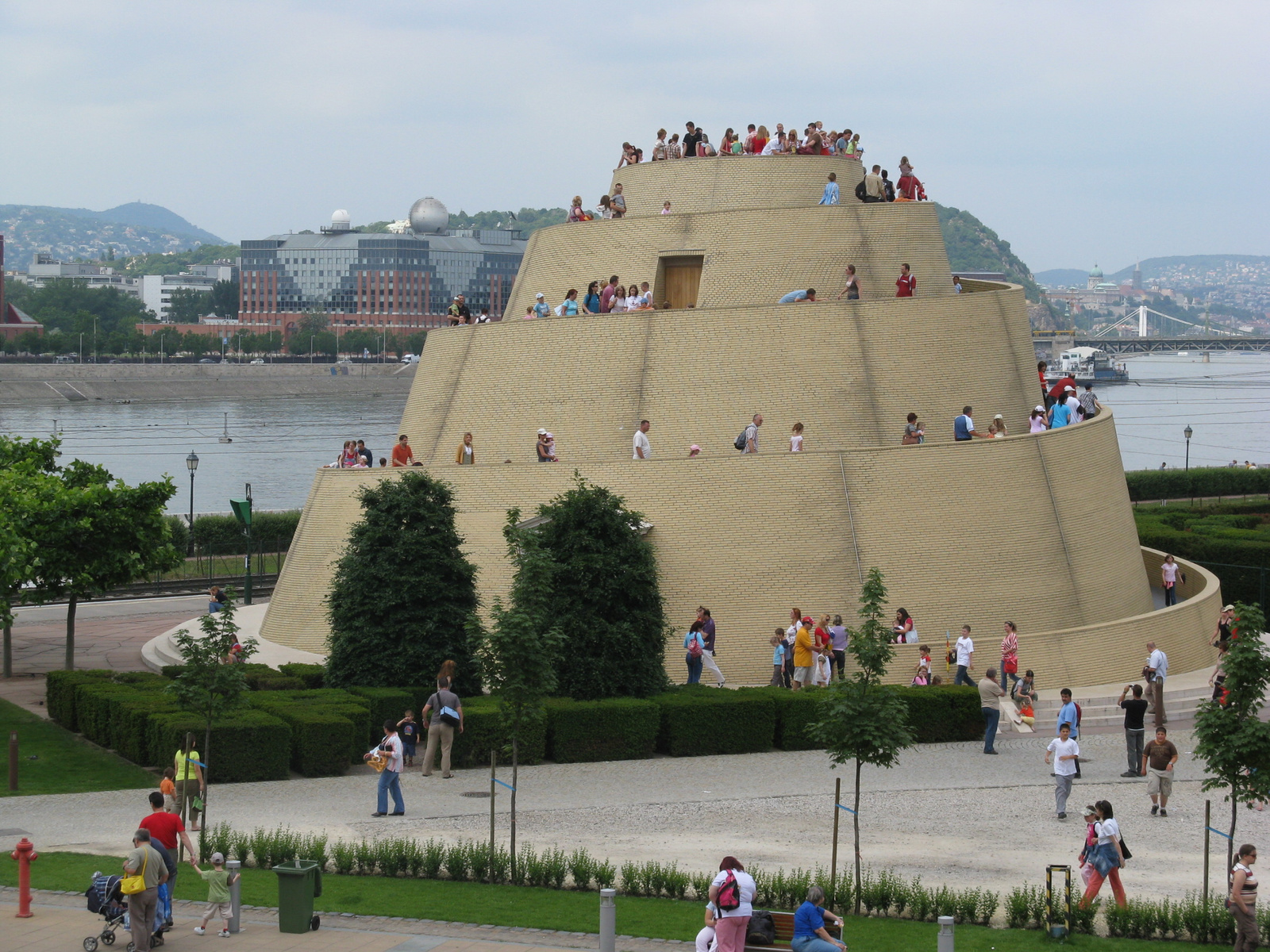
Wieża widokowa

Teatr Narodowy w Budapeszcie (węg. Nemzeti színház) – najważniejszy teatr Węgier. Mieści się w nowym budynku w IX dzielnicy przy Bajor-Gizi-Park 1, zaprojektowanym przez Márię Siklós i oddanym do użytku 15 marca 2002. Budowę rozpoczęto 14 września 2000 i ukończono w ciągu 15 miesięcy.

## Historia
Pierwszy teatr noszący nazwę Teatr Węgierski istniał w latach 1837–1908 przy ówczesnej Kerepesi út, dzisiejszej Rákóczi út, naprzeciw dzisiejszego Hotelu Astoria. Od 22 sierpnia 1837 do 1840 nosił ten skromny budynek nazwę Pesti Magyar Színház. Dopiero później otrzymał dzisiejszą nazwę Magyar Nemzeti Színház (Węgierski Teatr Narodowy). Teatr wystawiał sztuki klasyków literatury węgierskiej, jak József Katona, Mihály Vörösmarty, Imre Madách, a także sztuki Moliera, Szekspira i Schillera.
W roku 1913 budynek teatru został rozebrany, gdyż istniała groźba pożaru. Funkcję Teatru Narodowego przeniesiono 1908 do budynku Teatru Ludowego (Népszinház), wzniesionego w latach 1874–1875 według projektu architektów Ferdinanda Fellner młodszego i Hermanna Helmera przy dzisiejszej ulicy Blaha Lujza tér, o widowni liczącej 2400 miejsc. 23 kwietnia 1965 ten budynek został wysadzony w powietrze, ustępując miejsca budowie linii metra. Teatr działał w latach 1964–1966 w budynku przy ulicy Nagymező út, w latach 1966–2000 przy Sándor Hevesi út.

## Nowy teatr
Od roku 1983 zaczęto gromadzić środki na budowę nowego gmachu teatru. Kilkakrotnie zmieniano lokalizację przyszłego teatru. W roku 1998 rozpoczęto nawet budowę przy Erzsébet tér, ale prace przerwano, gdyż obawiano się hałasu od pobliskiej linii metra.
Ostatecznie powstał nowy Teatr Narodowy przy Bajor-Gizi-Park 1 na wschodnim brzegu Dunaju w dzielnicy Ferencváros koło mostu Lágymányos, uroczyście otwarty 2 stycznia 2002. Przebiegająca w pobliżu linia kolei podmiejskiej ma zostać w przyszłości ukryta w tunelu.
Obok teatru powstała widownia na otwartej przestrzeni. Cała inwestycja zajmuje wraz z otaczającym parkiem obszar 20 844 m².
Widownia teatru liczy 619 miejsc. Scena ma wymiary: 24 m szerokości, 17,9 m głębokości i 28 m wysokości.
Oprócz głównej sceny istnieje scena studyjna w podziemiu.
W południowym narożniku obszaru teatru, tuż nad brzegiem Dunaju, powstała spiralna wieża widokowa "Ziggurat" mieszcząca salę wystawową oraz kolisty labirynt utworzony ze strzyżonego żywopłotu. Zobacz:47°28′12,43″N 19°04′13,25″E/47,470119 19,070347
W północnej części obszaru teatru znajduje się ułożony w poziomie i częściowo pogrążony w wodzie portyk kolumnowy rozebranego w roku 1965 budynku teatru. Zobacz:47°28′17,83″N 19°04′13,46″E/47,471619 19,070406
W październiku 2014 za wystawienie „Operetki” Andrzeja Bubienia otrzymał Grand Prix Festiwalu Gombrowiczowskiego.